# 蕙兰中学堂旧址
蕙兰中学堂旧址（蕙兰小学旧址）是中华人民共和国浙江省杭州市的一处建筑，位于上城区建国中路70号浙江省杭州第二中学东河校区與锅子弄37号杭州市时代小学内，2009年4月20日入选第四批杭州市文物保护单位。

## 歷史
蕙兰学堂（英語：Wayland Academy）为杭州建立较早的现代中学之一，由美北浸礼会差会传教士甘惠德（Winfield Scott Sweet）创办于清朝光绪二十五年（1899年），位于东街路石牌楼淳佑桥东堍。光緒二十六年（1900年），甘惠德前往上海以躲避义和团运动，學堂暫停，次年恢復，並制定《蕙兰学堂章程》，還在校内附設正则印书馆以供学生半工半读，還設有蕙兰学堂附有初等小学堂（蕙蘭小學）。學堂當時為男女共学，唯與當時清朝人習俗相違，遂於光绪二十九年（1903年）將女學生遷入另設的蕙兰女學堂，女學堂後與貞才女學、育才女學合并為私立弘道女子中学，成為浙江省杭州第十四中学的前身之一，蕙兰學堂則成為僅供男子就讀的學校。民國元年（1912年），學堂應《普通教育暫行辦法十四條》改稱蕙兰中學校。民國12年（1923年）增設高中部。民國17年（1928年），蕙兰中學校應浙江省要求改稱蕙兰中學。民國24年（1935年）增設幼稚園。民國26年（1937年），中国抗日战争全面爆發，蕙兰中學遷至富阳县场口镇，原校舍成為难民收容所，是抗戰时期杭州最大的难民收容所。民國27年（1938年），蕙兰中学遷至上海市，加入15所華東區基督教學校合辦的聯合中學。民國28年（1939年），聯合中學在绍兴县設立分校。民國19年（1940年）聯合中學及其分校停辦，位於杭州校舍的收容所被解散，次年被日本傀儡政權的特務機關政治保衛局占用。民國34年（1945年），日本投降，蕙兰中學在杭州原址復校。民國38年（1949年），中国人民解放军進入杭州，蕙兰中學被接收。1951年，蕙兰中学与国立浙江大学附属中学两校合并，成立浙江省杭州第二中学，设于蕙兰中学原址。目前，此处仍为该校的东河校区。蕙兰小学則在中華人民共和國建立後更名新光小学，1951年易名建国一小，即1971年正式挂牌成立的杭州市建国中路第一小学，2004年杭州市时代小学（由杭州市天长小学創立）遷入此處。
2009年4月20日，蕙兰中学堂旧址（蕙兰小学旧址）列为第四批杭州市文物保护单位，包含惠德圖書館、「樹人樹德」碑、古井、蕙兰小学旧址。

蕙兰中学堂舊址現為浙江省杭州第二中学东河校区校舍
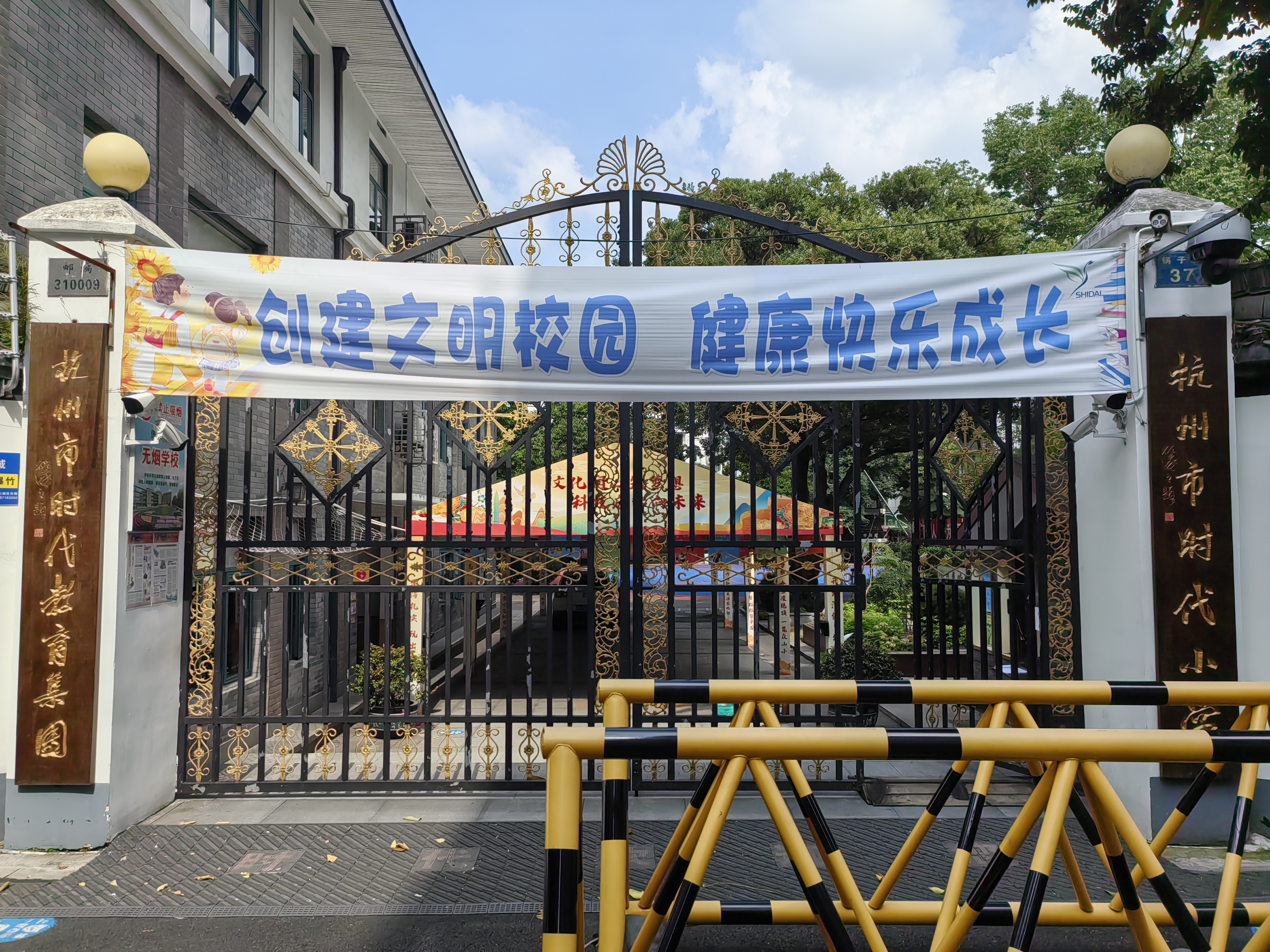
蕙兰小学舊址現為杭州市时代小学校舍

## 建築
蕙兰中学原有大约十座西式建筑，有科学馆、总课堂、惠德图书馆、“思葛”堂、蕙兰小学校舍、教员宿舍、校长住宅、运动场、健身房等，大部分已遭拆毁改建，现仅存惠德图书馆、“树人树德”碑、“蕙兰学堂”碑座、小铜钟、蕙兰小学校舍等。
惠德图书馆為蕙兰中学的新圖書館。蕙蘭中學的圖書館設立於民國2年（1913年），原有館舍為建成於光緒二十八年（1902年）的紅屋，新館因原有館舍過小而建造，於民國18年（1929年）建成，命名為「惠德」以紀念創校者甘惠德，为仿西式建筑，坐南朝北，建築平面為矩形，有二层，為砖木构造，外墙使用灰色清水砖，屋顶為悬山式並蓋有红色机平瓦，北坡開有3樘老虎窗，入口处建有圆柱及门廊，立面使用拱券窗，现开辟为杭州第二中学惠德校史馆，并建有“蕙兰时期难民收容所旧址纪念室”，设计有“庇护”及“汇流”两组雕塑。
蕙兰小学為蕙兰中学的附屬小學，於1901年作為蕙兰学堂附有初等小学堂設立，甘惠德住宅兼作原有教室。民國22年（1933年），因原有教室不便管理而計劃另建校舍，新校舍于民國24年（1935年）建成，坐北朝南，建築平面為矩形，有三层，為砖木构造，外墙使用灰色清水砖，屋顶為歇山式並蓋有小青瓦。

「樹人樹德」碑
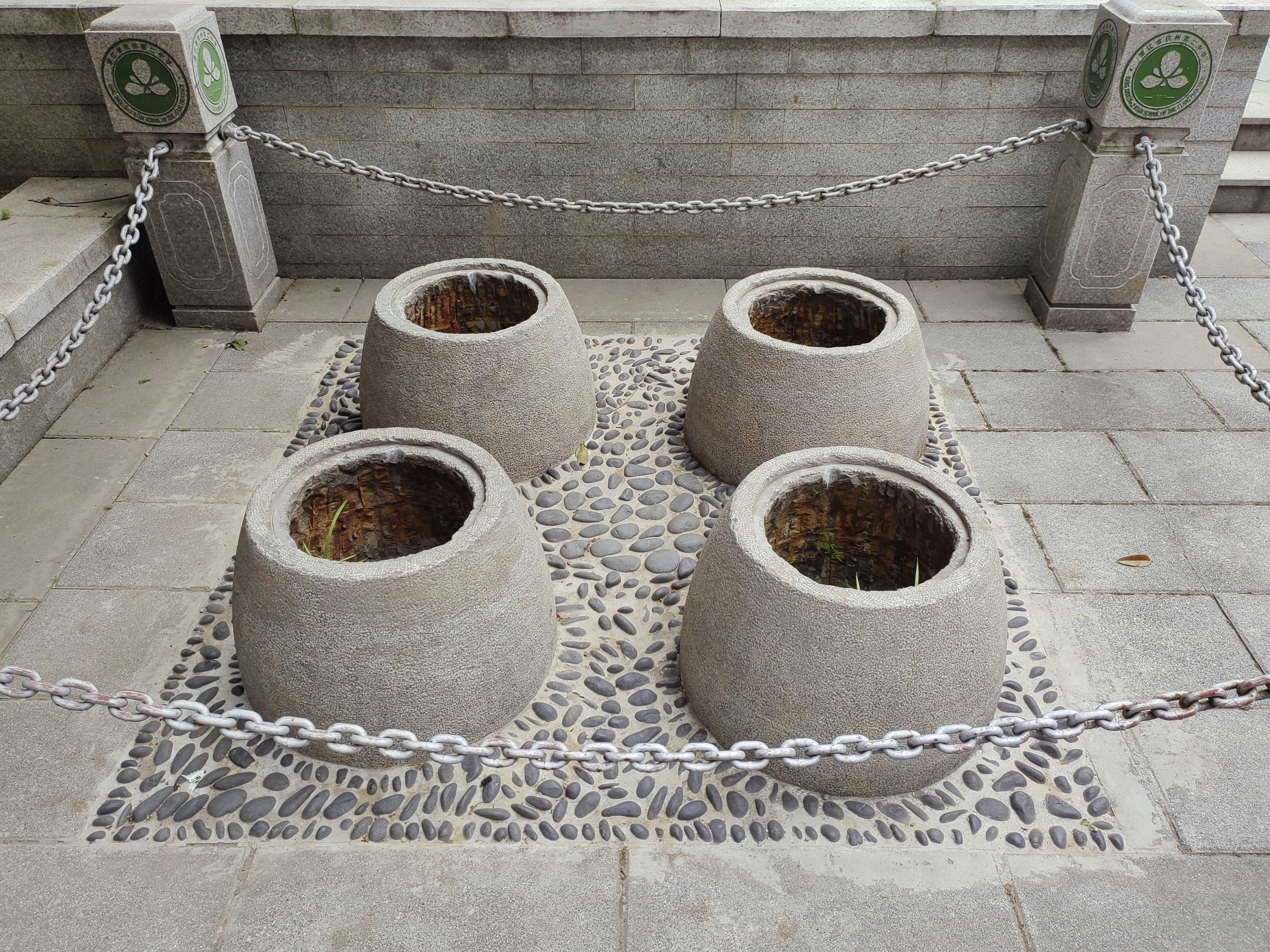
古井
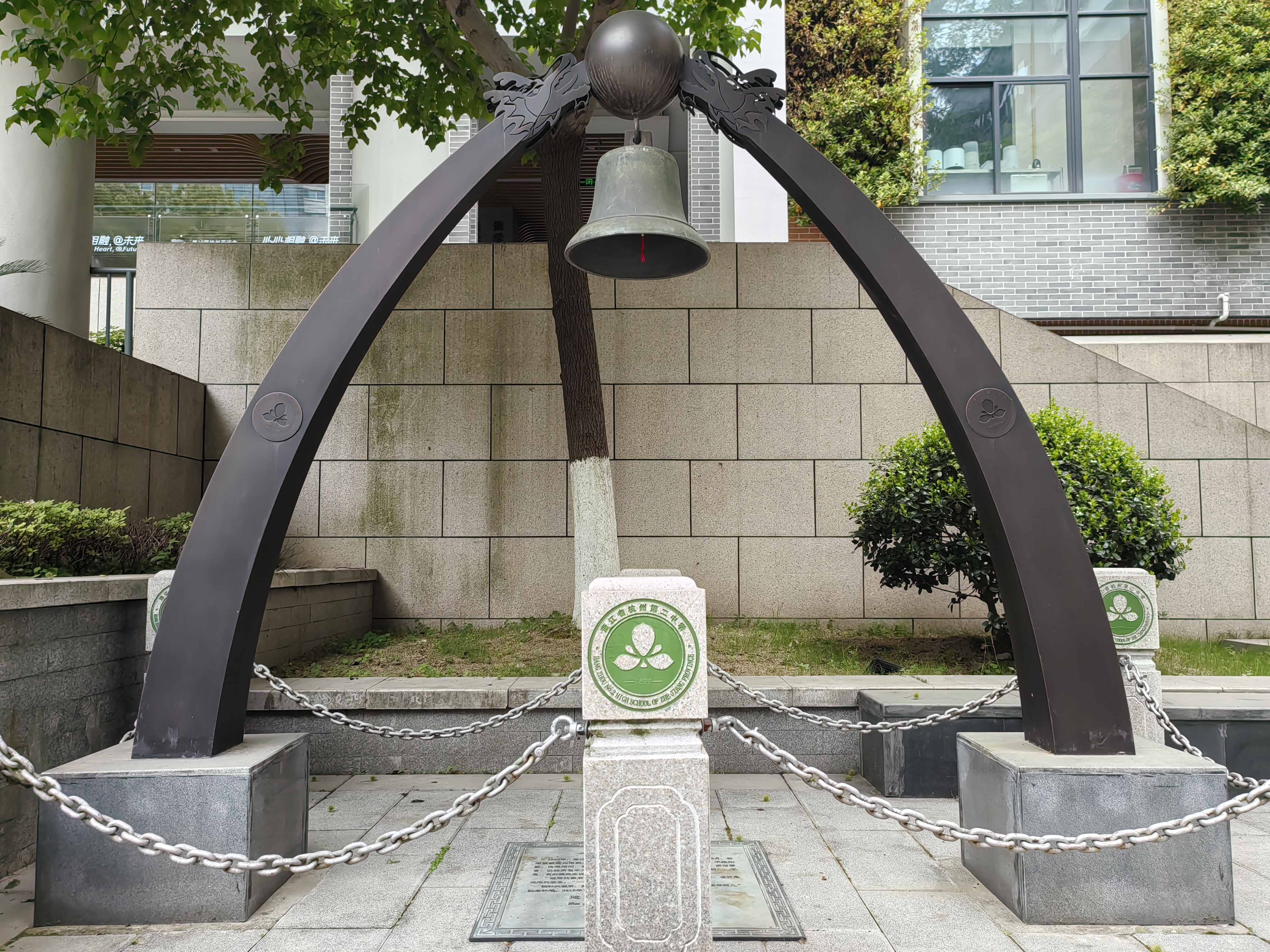
小銅鐘
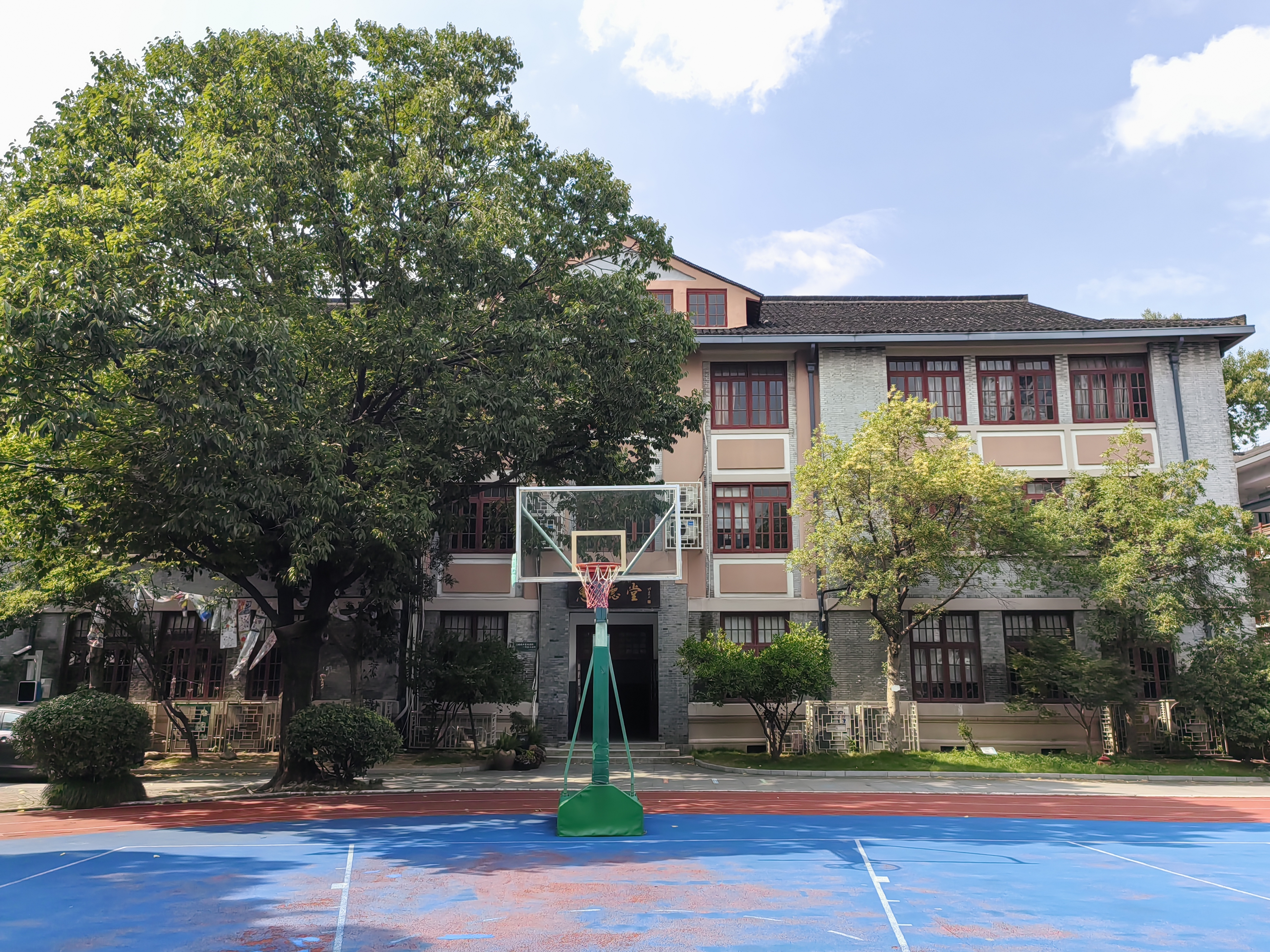
蕙兰小学旧址